# Список объектов всемирного наследия ЮНЕСКО в КНДР
В списке Всемирное наследие ЮНЕСКО в КНДР значится 2 наименования (на 2013 год), это составляет 0,2 % от общего числа (981 на 2012 год). 5 объектов на территории КНДР находятся в числе кандидатов на включение в список всемирного наследия. КНДР ратифицировала Конвенцию об охране всемирного культурного и природного наследия 21 июля 1998 года.

## Список
В таблице объекты расположены в порядке их добавления в список.
| # | Изображение | Название                                      | Местоположение                              | Время создания | Год внесения в список | №    | Критерии       |
| - | ----------- | --------------------------------------------- | ------------------------------------------- | -------------- | --------------------- | ---- | -------------- |
| 1 |             | Комплекс гробниц Когурё                       | Регион: города Пхеньян и Нампхо             | —              | 2004                  | 1019 | i, ii, iii, iv |
| 2 |             | Исторические памятники и объекты города Кэсон | Регион: город Кэсон, провинция Хванхэ-Пукто | —              | 2013                  | 1278 | ii, iii        |

## Предварительный список
В таблице объекты расположены в порядке их добавления в предварительный список. В данном списке указаны объекты, предложенные правительством КНДР в качестве кандидатов на занесение в список всемирного наследия.
| # | Изображение | Название                                          | Местоположение          | Время создания | Год внесения в список | №    | Критерии           |
| - | ----------- | ------------------------------------------------- | ----------------------- | -------------- | --------------------- | ---- | ------------------ |
| 1 |             | Гора Мёхянсан и окрестные исторические памятники  | Провинция: Пхёнан-Пукто | —              | 2000                  | 1422 |                    |
| 2 |             | Исторические памятники Пхеньяна                   | Город: Пхеньян          |                | 2000                  | 1424 | i, ii, iii, iv, vi |
| 3 |             | Гора Кымгансан и окрестные исторические памятники | Провинция: Канвондо     | —              | 2000                  | 1425 |                    |
| 4 |             | Пещеры района Куджан                              | Провинция: Пхёнан-Пукто | —              | 2000                  | 1426 | vii, viii, ix      |
| 5 |             | Гора Чхильбосан                                   | Провинция: Хамгён-Пукто | —              | 2000                  | 1427 | vii, viii, ix      |